# Ha-Joon Chang
Ha-Joon Chang (en hangul, 장하준; en hanja, 張夏准), nacido en Corea del Sur en 1963 es uno de los economistas heterodoxos más destacados del mundo, especializado en la economía del desarrollo. 
Chang es uno de los economistas más citados en la literatura de la economía del desarrollo, especialmente en artículos y libros que son críticos del Liberalismo.
Instruido en la Universidad de Cambridge, donde trabaja como profesor desde 1990. Su libro más influyente es «La patada a la escalera» (traducido en España como Retirar la escalera)con el cual ganó el premio Gunnar Myrdal en 2003. También ha sido consultor del Banco Mundial y del Banco Europeo de Inversiones, así como de Oxfam y varias agencias de Naciones Unidas. Es miembro del Center for Economic and Policy Research de Washington D. C.

## Antecedentes
Mientras estudiaba con Robert Rowthorn, un distinguido economista marxista Británico, Chang elaboró una teoría sobre la política industrial, una «vía media» entre la planificación central y el libre mercado sin controles. Este trabajo llevó a la elaboración de una aproximación más amplia a la economía, la que Chang llama una «política económica institucionalista». Esta perspectiva ubica a la historia económica y los factores sociopolíticos como el eje de la evolución de las prácticas económicas. (ver Planificación indicativa)

## Pensamiento

### Papel del Estado en la economía
Su línea de pensamiento se acerca a la corriente institucionalista. Esta corriente considera que los mercados son construcciones políticas y  no un orden natural que emerge espontáneamente. Por lo tanto no tiene sentido ni es posible una despolitización de la economía, alejándose de enfoques como el neokeynesiano, que defiende la intervención del Estado en la economía, en calidad de regulador, con el fin de corregir las distorsiones del mercado. En una entrevista afirmó que el Estado

...debe regular, sobre todo en países en desarrollo, porque hay sectores estratégicos en los cuales el sector privado no quiere intervenir por el riesgo. Como regla general, diría que el Gobierno y la empresa privada pueden trabajar conjuntamente, pero la regulación es básica, porque los mercados no pueden autorregularse.

Y agregó, respecto a la relación entre el Estado y los empresarios, que: «lo óptimo es que sean aliados, que se comprendan mutuamente y que tengan la capacidad de trabajar en conjunto».
Cuando se lo consultó sobre el recelo que causa la intervención activa del Estado en la economía, teniendo en cuenta que se ha encontrado evidencias de corrupción en varios gobiernos de América Latina, declaró que «ningún Gobierno es totalmente puro, pero marginar al Estado por corrupción es como decir que si una persona se lesiona al jugar al fútbol, entonces nunca más debe jugar».
En su opinión, los subsidios, si son bien utilizados, pueden ser favorables: 

Si los subsidios son buenos o malos, depende. En ciertos casos, por ejemplo, los subsidios ayudan a erradicar el trabajo infantil. Además, la pobreza es un serio problema en América Latina, por eso, no veo nada de malo en que se destinen subsidios (también llamados «subvenciones») a servicios básicos de educación y salud. Pero tener demasiados subsidios vuelve difícil el manejo del presupuesto, sobre todo si el Estado no genera ingresos para cubrir esos egresos adicionales.

Para Chang lo ideal sería que los más necesitados mejoren su calidad de vida a través de los subsidios y no requieran de ellos en el futuro. 
En Retirar la Escalera (ganadora del Premio Gunnar Myrdal de 2003), Chang plantea que la gran mayoría de los países desarrollados usaron políticas económicas intervencionistas para enriquecerse, pero después intentaron prohibir que otros países hicieran lo mismo. La OMC, el BM y el FMI son fuertemente criticados a causa de dichas acciones que son, según Chang, el obstáculo fundamental en la búsqueda para la reducción de pobreza mundial. Esta obra, entre otras, llevaron a Chang a ganar el Premio Wassily Leontief de 2005 (entre los ganadores del premio de años anteriores constan Amartya Sen y J.K. Galbraith).

### La crisis económica de 2008
Chang opina que la crisis económica de los países desarrollados que empezó el año 2008 todavía no se ha resuelto y que las medidas adoptadas por los Bancos Centrales enmascaran la situación real de las economías. Dice al respecto:

Después de 2008, tras rechazar una reestructuración profunda de sus economías, la única forma en la que podían lograr una mejora era creando otra serie de burbujas financieras. En su discurso, los gobiernos y los sectores financieros transformaron una recuperación agónica en una recuperación espectacular. Propagaron así el mito de que las grandes burbujas son signo de economías saludables.

Independientemente de que las actuales turbulencias del mercado lleven o no a una caída continuada o a un derrumbe, son una señal de que hemos desperdiciado los últimos siete años apuntalando un modelo económico en bancarrota. Antes de que todo empeore, debemos reemplazarlo por otro en el que el sector financiero sea menos complejo y tenga mayor paciencia, en el que se estimule la inversión en la economía real con incentivos fiscales y tecnológicos, y en el que se implementen las medidas para reducir la desigualdad para, de este modo, mantener la demanda sin crear más deuda.

Ninguna de estas ideas será fácil de implementar pero sabemos cuál es la alternativa: poco crecimiento, inestabilidad y caída del nivel de vida para la gran mayoría.

## Libros emblemáticos

##### Retirar la escalera. Los libros de la Catarata 2009 (trad. deKicking Away the Ladder: Development Strategy in Historical Perspective, 2002).
En este libro que lo lanzó a la fama analiza las estrategias de desarrollo económico a lo largo de la historia y cómo los países del norte global se convirtieron en potencias económicas (países desarrollados) aplicando las políticas que ahora critican para alcanzar su propia prosperidad. La metáfora de «kicking away the ladder» (patear la escalera) se refiere a la idea de que los países ricos impiden que los países en desarrollo utilicen las mismas estrategias que ellos emplearon para crecer económicamente. Chang argumenta que los países del sur global pueden aprender de la historia y utilizar políticas industriales y de desarrollo similares a las que emplearon los países ricos en su momento, que poco o nada tienen que ver con el libre comercio.

##### Economía para el 99% de la población. Debate, 2015 (trad. deEconomics: The User's Guide, 2014).
En este libro, Ha-Joon Chang aborda la creciente desigualdad económica en la que tan sólo ocho hombres poseen ya la misma riqueza que 3600 millones de personas, la mitad más pobre de la humanidad. y la necesidad de reformar el sistema económico global para beneficiar a la mayoría de la población en lugar de a una élite, al tiempo que cuestiona las ideas imperantes de la economía clásica y expone la diversidad de fuerzas que desempeñan un papel en la economía real. Argumenta que el sistema económico actual favorece más a los ricos y propone una serie de reformas y políticas que ayudarían a crear una economía más equitativa y justa. Por ello, asegura, la economía es demasiado importante para dejarla en manos de los economistas.

##### 23 cosas que no te cuentan sobre el capitalismo. Debate, 2012 (trad. de23 Things They Don't Tell You About Capitalism, 2010).
Chang escribió el libro como respuesta a la crisis financiera del 2008, el cual lo aborda mediante críticas hacia la globalización y al comercio libre.
Las críticas del libro van desde aseveraciones muy comunes como «las compañías no deberían de funcionar con base en los intereses de sus propietarios», hasta a argumentos específicos menos comunes como «la lavadora ha cambiado más al mundo de lo que ha hecho internet».
Después de abarcar las veintitrés críticas, Chang concluye en una sección llamada «Cómo reconstruir la economía mundial». Defiende un sistema capitalista en el que el gobierno tenga un mayor grado de control sobre la economía, y advierte sobre la versión neoliberal del capitalismo, que aboga la participación mínima del gobierno, y que ello propició la crisis financiera de 2008.

##### Economía Comestible. Un economista Hambriento explica el mundo. Debate 2023 (trad. de Edible Economics: A Hungry Economist Explains the World).[11]
En su más reciente libro, el economista considerado uno de los pensadores más influyentes del mundo, cuenta que al aterrizar por primera vez en Reino Unido desde Corea del Sur, se encontró con un país que comenzaba a salir de la insípida dieta inglesa y a experimentar con los sabores del resto del mundo. Esta apertura representaba un trayecto inverso al que estaba recorriendo la economía, cada vez más centrada en una única escuela que ignoraba todos los demás paradigmas. Para explicar como ese modelo está basado en argumentos no del todo ciertos y muchos casos falsos, el autor hace un recorrido por la historia de diecisiete materias primas (una por capítulo) comestibles y su función dentro del desarrollo del mundo capitalista, desde el imperialismo hasta nuestra era, vinculándolo con conceptos de la economía que han generado y profundizado la desigualdad en todo el mundo enarbolando la bandera de la libertad del mercado disfrazada de libertad personal.